# San Carlos del Valle
San Carlos del Valle é um município da Espanha na província de Ciudad Real, comunidade autónoma de Castilla-La Mancha, de área 57,88 km² com população de 1219 habitantes (2006) e densidade populacional de 21,15 hab/km².

## Igreja de Cristo del Valle

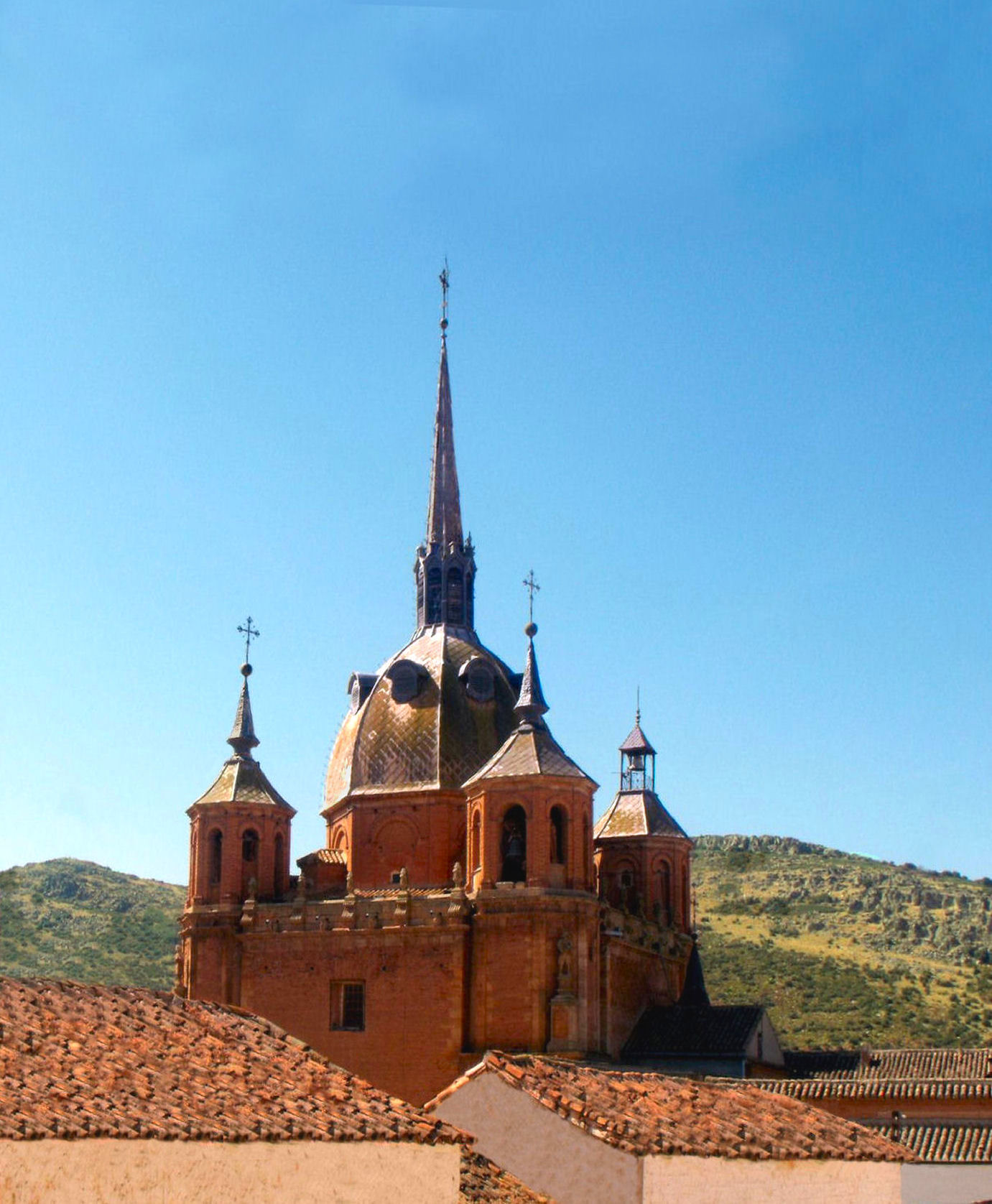
Igleja de San Carlos del Valle

Localizado em uma das praças de Castilla la Mancha, esta igreja barroca construída entre 1613 e 1729 com estreita semelhança com a Basílica de São Pedro, em Roma, tem quatro torres, cada uma com um pináculo típico do Madrid e uma cúpula central alta de mais de 28 metros para dentro, coberto com uma alta flecha do tradição europeia Central, que atinge 47 metros do solo. Em 1993, ele foi declarado de Interesse Cultural.

## Demografia
| Variação demográfica do município entre 1991 e 2004 | Variação demográfica do município entre 1991 e 2004 | Variação demográfica do município entre 1991 e 2004 | Variação demográfica do município entre 1991 e 2004 |
| --------------------------------------------------- | --------------------------------------------------- | --------------------------------------------------- | --------------------------------------------------- |
| 1991                                                | 1996                                                | 2001                                                | 2004                                                |
| 1298                                                | 1260                                                | 1236                                                | 1220                                                |